# 无为金丹道
无为金丹道，前身为圣贤道，是二十世纪中期活跃于中国山东省北部的一个会道门，该会道门声称“末劫年”即将到来，并吸引大量农民入教。1951年8月，该会道门在博兴县发动武装暴动，建立“中华人民革命建国义勇军”，其首领王仲笃自封天皇。不久后遭解放军击溃而失败。

## 由来
无为金丹道的前身是“圣贤道”的一个门会，这个门会的首领王延湖原本是一个中医。他在师傅吴帮固的带领下借行医传道，成为组织的一个头目。他的儿子王仲笃自幼不愿读书，经商务农也没坚持多久，后来承继了父亲的位置，经过几年发展成为圣贤道的主要势力。1944年初王仲笃把“圣贤道”改为“无为金丹道”，自称法号是“无为胜有为”。

## 教义
王仲笃宣扬经过他向天上的神仙求证，“末劫年”即将来临，到时候将会有大量人口死亡，“红阳劫”、“白阳劫”出现，整个世界都会完全改变。而自己身为古代仓颉转世，所带领的无为金丹道到时候就会变成“有为”。王仲笃自称到处寻找活佛，后来在高青县找到了一个地主高殿生，称他是“周公下凡”。高称自己的长工唐坤侯是“文王下凡”。

## 组织架构
王仲笃将王延湖封为巽风会坛主。设立金斗、五挂、九峰、双喜、八德、五凤、青云、瑞瑶、金山等9个分坛。一旦总坛有事，分坛必须马上支援。
王仲笃还吸收了一些文化水平较高的人，为教会撰写宣传资料。他又规定教内事务不得对外宣扬。
此外无为金丹道与周边新安的“九宫道”、青州的“一贯道”、桓台的“华龙会”、淄川的“铁板会”、徐州的“白阳道”等有联系。
1951年夏，王仲笃自封“天皇”，制作金线黄龙旗、黄袍等物品以用作日后作战登基之用。

## 组织活动及覆灭
1951年春，王仲笃手下陈新堂，在张店与索镇之间路段打晕桓台县公安局的一名公安，夺得匣子枪和自行车。
1951年8月王仲笃在博兴县的汾王村和傅园村建立基地，带领利津、桓台、淄川、高青等县的道徒，组成“中华人民革命建国义勇军”。这支部队打家劫舍，抢掠物资和武器。当地政府层层上报，最终报告到中央军委。中央军委指派山东省军区三个团的兵力在兴福区击溃了建国义勇军，最终抓获王仲笃。
最后王仲笃、王延湖父子等29名教内主要人物被判处死刑，80多人判处无期徒刑和有期徒刑，其余教徒被遣送回乡。